# 大島渚
大島 渚（おおしま なぎさ、1932年（昭和7年）3月31日 - 2013年（平成25年）1月15日）は、日本の映画監督、脚本家、演出家、著述家。フィクションだけでなくドキュメンタリーも制作した。
妹の大島瑛子は女優・プロデューサーで大島プロダクションの代表を務めた。美術監督の戸田重昌は瑛子の夫で義弟に当たる。妻は女優の小山明子、長男の大島武は東京工芸大学芸術学部教授、次男の大島新はドキュメンタリー作品監督。

## 生涯

### 生い立ち
1932年（昭和7年）3月31日、岡山県児島郡（当時）で生まれた。父方は長崎県対馬の出で、先祖は対馬藩士。母親は広島県呉市出身。父親は農林省の水産学者。仕事の関係で瀬戸内海を転々とし、カニやエビの研究をしていた。「渚」という名前もそこから付けられた。6歳の時、農林省の水産試験場の場長をしていた父が死去し、母の実家のある京都市に移住した。
小学校3年生の頃から、日中戦争の激化で周囲の男性が徐々に徴兵され、直接攻撃こそないものの、暮らしに戦争の影が落ちてきた悲劇を体験している。息子の武が小学校3年生の時には、「親に作文を書いてもらって下さい」という宿題が出たため、依頼された渚は前述の体験を作文として提出。これは渚の没後に『タケノコごはん』の題名で出版され（#著書も参照）、最初期の自伝と言える。その後京都府立京都第二中学校（現在の京都府立鳥羽高等学校の地にあった旧制中学校）に入学したが、学制改革とその後の学校再編に伴い、京都市立洛陽高等学校（後の京都市立洛陽工業高等学校。現在は移転の上京都市立伏見工業高等学校と統合し京都市立京都工学院高等学校）に転籍した。
1950年、京都大学法学部に進学。同窓には推理作家の和久峻三、建築学者の上田篤や俳優の辰巳琢郎の父親がいる。在学中は猪木正道に師事した。また、京都府学連委員長として学生運動に携わり、全日本学生自治会総連合米田豊昭委員長とともに京大天皇事件（1951年）や松浦玲が放校処分になった荒神橋事件（1953年）などに関わった。法学部助手試験は不合格となった。その際、猪木には「君に学者は向きませんよ」と諭されたという。また、在学中に劇団「創造座」を創設・主宰し、演劇活動も行っていた。

### 「松竹ヌーヴェルヴァーグ」の旗手

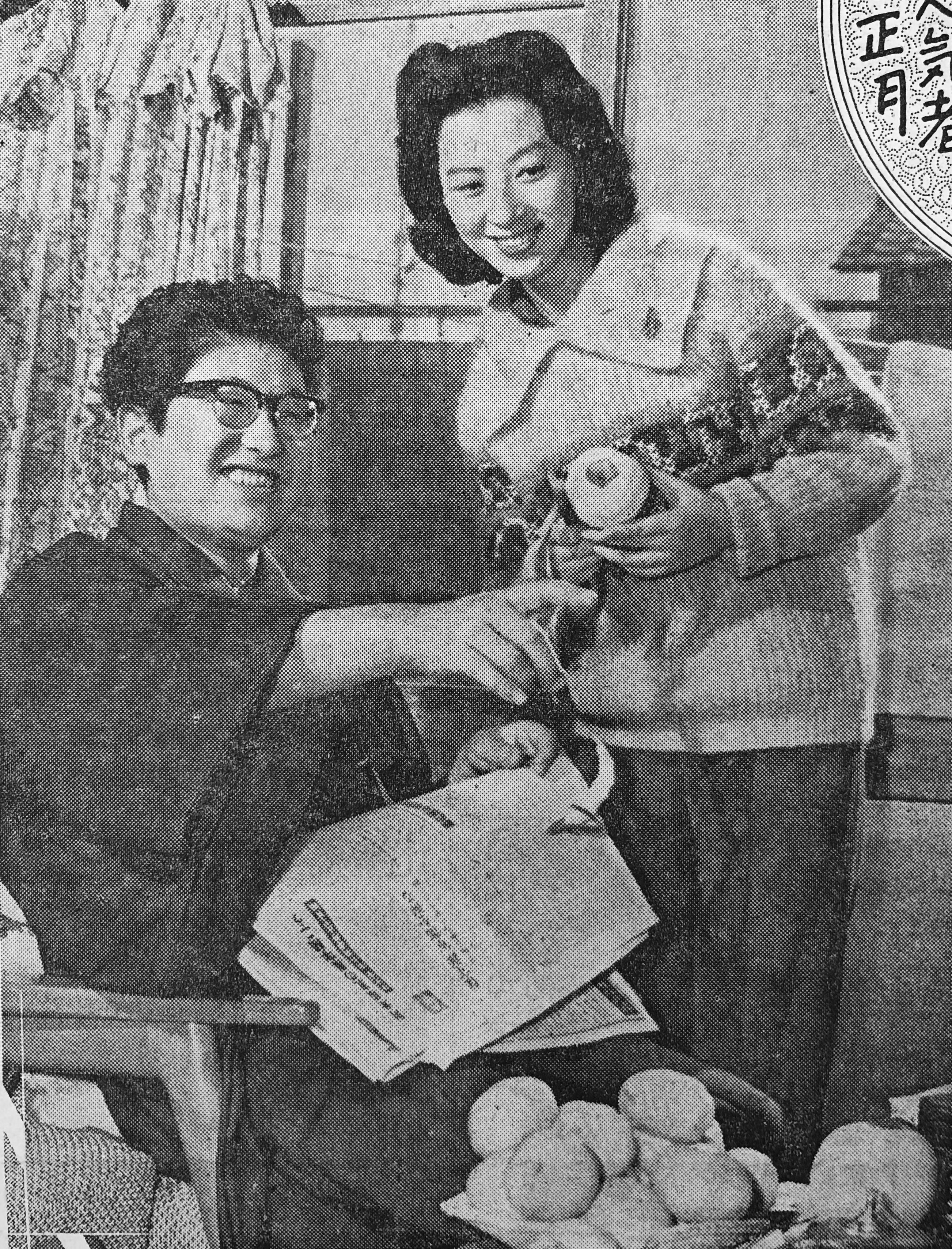
大島渚と小山明子（1960年）

朝日新聞社と旭硝子の入社試験に落ち、特に映画青年でもなかったが、京都大学卒業後、1954年（昭和29年）に松竹に入社。大船撮影所で大庭秀雄や野村芳太郎などの元で助監督を務めた。入社当時の松竹は羽振りがよく、監督たちは連日のように東京都中央区銀座で女を集めて大盤振る舞い。大島が監督になった頃は斜陽になった。松竹は給料は安かったが監督を大事にした。1959年（昭和34年）、長編『愛と希望の街』で映画監督としてデビュー。同作のタイトルは当初『鳩を売る少年』であったが、松竹幹部から「題名が暗くて地味」だと指摘され、妥協案として落差を表した『愛と悲しみの街』という改題を提案したが、公開時には本人の知らないうちに『愛と希望の街』へと変更されていた。翌1960年（昭和35年）の『青春残酷物語』や『太陽の墓場』といったヒット作により、篠田正浩や吉田喜重とともに松竹ヌーヴェルヴァーグの旗手として知られるようになった。しかし、自身はそのように呼ばれることを望まなかったという。
1960年（昭和35年）10月、日米安全保障条約に反対する安保闘争を描いた『日本の夜と霧』を発表。しかし、同作は公開から4日後、松竹によって大島に無断で上映を打ち切られた。大島はこれに猛抗議し、1961年（昭和36年）に同社を退社。同年に大島と同時に松竹を退社した妻で女優の小山明子、大島の助監督でその後脚本家として活動する田村孟、同じく脚本家の石堂淑朗、俳優の小松方正、戸浦六宏の6名で映画製作会社「創造社」を設立した。その後、同社には俳優の渡辺文雄らが加わった。1960年（昭和35年）に小山明子と結婚。
1962年（昭和37年）の『天草四郎時貞』の興行失敗を契機として、テレビの世界にも活動範囲を広げるようになった。1963年（昭和38年）8月16日に放映された元日本軍在日韓国人傷痍軍人会を扱ったドキュメンタリー『忘れられた皇軍』は話題となった。
1964年（昭和39年）夏、『ノンフィクション劇場』の牛山純一プロデューサーは日韓基本条約妥結が近づいたとして、大島を韓国に送った。大島は李承晩ラインと漁民をテーマに撮るつもりであったが、現地で、朝鮮戦争当時の孤児や負傷者の世話をしている人物と出会う。その人物は4.19革命で負傷して片腕になった女子学生が売春婦となったことを新聞の記事で知り、この女性を救おうとした。大島は二人をカメラで追うことに決め、同年、『青春の碑』として放送された。韓国取材時に各地で撮った貧しい少年たちのスナップ写真をスチール構成にし、1965年（昭和40年）、短編映画『ユンボギの日記』を発表した。
1964年（昭和39年）、脚本を務めたテレビドラマ『青春の深き渕より』は芸術祭文部大臣賞を受賞した。
1960年代には大島が南ベトナム軍を取材したTVドキュメンタリーも放映された。戦争の悲惨さを伝える内容だったが、放映後に寄せられた視聴者の声は、よくやったというものが圧倒的に多く、批判的なものは皆無だったという。その他にも『日本映画の百年』（1995年）など20本以上のテレビドラマやドキュメンタリーを手がけた。テレビでの仕事を通じて親交を深めたディレクターの一人に実相寺昭雄がおり、後に映画監督として創造社系の脚本家と多くコンビを組んだ。大阪釜ヶ崎にのりこんで撮影した『太陽の墓場』でも高評価を得た。
1960年代後半には『白昼の通り魔』（1966年）や『忍者武芸帳』（1967年）、『絞死刑』（1968年）、『新宿泥棒日記』（1969年）など政治的・社会的な作品を矢継ぎ早に発表し、国内外での認知度も急速に高まった。1971年（昭和46年）には創造社時代の集大成とも言われる『儀式』を発表。同作はキネマ旬報ベストテンの第1位に選出された。翌1972年（昭和47年）の『夏の妹』の発表後、「創造社」は翌1973年（昭和48年）7月に解散した。その後は映画製作の資金を稼ぐためにテレビ出演などの活動を行った。1975年（昭和50年）、新たに「大島渚プロダクション」を設立。『愛のコリーダ』の製作に着手した。

### 世界進出
1976年（昭和51年）、阿部定事件（1936年）を題材に社会の底辺に住む男女の性愛を描いた『愛のコリーダ』を発表。同作は検閲を避けるため、若松孝二とアナトール・ドーマンのプロデュースという日仏合作で製作され、撮影済みのフィルムをフランスへ直送して現像と編集の作業を行い、タイトルクレジットはフランス語で書かれていた。第29回カンヌ国際映画祭の監督週間部門に出品され、ハードコア・ポルノとしての性描写が観客や批評家の間で話題となった。同作は国際的に評価され、シカゴ国際映画祭審査員特別賞や英国映画協会サザーランド杯を受賞したが、日本では映画倫理機構によって倫理規定に基づく大幅な修正を受けた。2000年のリバイバル上映の際には修正個所は大幅に減ったものの、前述の映倫規定もあり依然としてボカシ修正が入り、日本では21世紀に入っても、映画館や国内DVDによる無修正完全版の視聴は不可能である(北米盤やフランス盤などの海外盤は問題なく流通しているため日本国内で入手可能)。また、1977年（昭和52年）に同作の脚本や宣伝用スチル写真などを掲載した書籍『愛のコリーダ』が出版された際にはわいせつ物頒布等の罪で起訴された。大島が「刑法175条は憲法違反である」と主張した点は認められなかったものの、1982年、猥褻物とは認められず無罪となった。同年、東映のヤクザ映画大作『日本の黒幕』の監督に抜擢されたが、脚本の最終段階で降板した。但し1987年5月8日に文芸坐ル・ピリエで開催された大島渚シンポジウムでは、「毎年1本くらい東映から依頼が来る。渡辺淳一原作の話もあったが、S〇Xの期待かなあ」などと述べている。
その後は日本国外資本での映画製作が中心となり、1978年（昭和53年）に再び日仏合作による『愛の亡霊』を発表。性的描写は前作よりは抑制されたが、不倫した妻が愛人と共謀して夫殺しに走るという前作と似たストーリーの作品を発表。同作は第31回カンヌ国際映画祭で監督賞を受賞。1983年（昭和58年）にはビートたけしや坂本龍一、デヴィッド・ボウイなど異色のキャスティングが話題となった国際的合作『戦場のメリークリスマス』を発表。第36回カンヌ国際映画祭に出品された際にはパルム・ドール最有力候補と目されたが、無冠に終わった。同作で初めて映画音楽を担当した坂本龍一は英国アカデミー賞作曲賞を受賞した。1986年（昭和61年）の『マックス、モン・アムール』では人間とチンパンジーの愛を描いた。同作は主演にシャーロット・ランプリング、脚本にジャン＝クロード・カリエール、撮影監督にラウール・クタールを起用し、全編フランスで撮影された。これらの映画はプロデューサー業にも追われ、1986年に「二つの要素がバランスよくいくのが理想的だが、そうでないと映画の内容、興行とも悪くなる。理想的なプロデューサーはだんだんいなくなっている、いい映画を作るより、金儲けのことを考える」などと当時の日本映画界を批判している。
1980年代後半からは『朝まで生テレビ!』の常連の出演者となり、テレビ番組のコメンテーターとしても活動した。大島は映画製作の資金捻出が目的ではなく、テレビに出演するのが生き甲斐であると語った。事実、50歳以降の30年間は依頼を受けた2本の映画を監督したのみ（それ以前には24年間で25本の映画を監督しており、その大部分が依頼作品ではなく資金負担をともなう自主企画であった）であり、病身もあって自己資金で映画を製作・監督するような活動は停止していた。その他にも1980年（昭和55年）には日本映画監督協会の理事長に就任し、1996年（平成8年）まで歴任した。　
1990年代には早川雪洲とルドルフ・ヴァレンティノの関係を題材にした『ハリウッド・ゼン』の製作に着手。早川役には再び坂本龍一、ヴァレンティノ役にはアントニオ・バンデラスを起用したが、撮影開始直前に資金不足により製作中止となった。その後はBBCの依頼を受け、『キョート、マイ・マザーズ・プレイス』（1991年）や『日本映画の百年』（1995年）といったテレビドキュメンタリーを製作した。また、1995年には第51回ヴェネツィア国際映画祭で審査員を務める等、国際的な活躍を見せた。

### 『御法度』と闘病

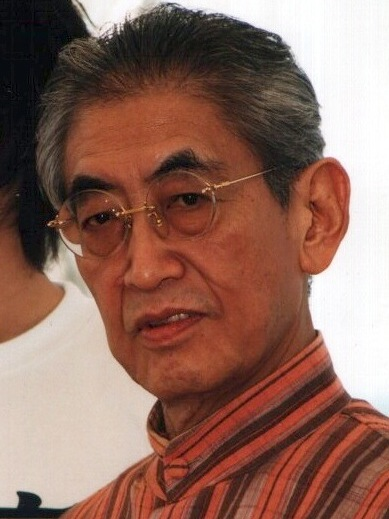
第53回カンヌ国際映画祭にて（2000年5月）

1996年（平成8年）1月下旬、10年ぶりの作品となる『御法度』の製作を発表。しかし、同年2月下旬に渡航先のロンドン・ヒースロー空港で脳出血に見舞われた。その後、3年に及ぶリハビリを経て、1999年（平成11年）に『御法度』を完成させた。同作ではビートたけしと崔洋一という二人の映画監督が俳優として出演し、大島は二人に撮影現場でのサポート役を託したと言われている。同作は翌2000年（平成12年）の第53回カンヌ国際映画祭に出品され、第42回ブルーリボン賞では作品賞・監督賞を受賞した。また、1999年12月15日には同作の撮影現場を映したテレビドキュメンタリー『1999 大島渚 映画と生きる』がNHK-BS2にて放映された。
2000年、紫綬褒章を受章。褒章受章は、若き日の大島の思想や生き方とは矛盾していた。2001年（平成13年）6月にはフランス政府よりフランス芸術文化勲章オフィシエ章が授与された。その後、再び病状が悪化し、リハビリ生活に専念した。2006年（平成18年）、映画の著作権問題を問う『映画監督って何だ!』に出演した。また、同年2月26日には同品の披露会見を兼ねた日本映画監督協会の創立70周年祝賀パーティーにも歴代理事長として壇上に上がった。公の場に姿を現すのは4年8ヶ月ぶりであった。2008年（平成20年）7月28日に放映された『テレメンタリー パーちゃんと見つけた宝もの〜大島渚・小山明子の絆〜』や同年8月17日に放映された『田原総一朗ドキュメンタリースペシャル「忘れても、いっしょ…」』において神奈川県鎌倉市の聖テレジア病院で言語症と右半身麻痺のリハビリに励む姿がオンエアされた。

### 死去
2013年（平成25年）1月15日午後3時25分、神奈川県藤沢市の病院で肺炎により死去。80歳没。墓所は神奈川県鎌倉市の建長寺回春院。
訃報を受けて坂本龍一や岩井俊二、松尾貴史などがSNS上で大島への追悼の辞を発した。大島と同世代の映画監督であり、同じく松竹ヌーヴェルヴァーグと呼ばれた篠田正浩は「僕と大島は戦友だった」と哀惜の念を語り、田原総一朗は「（大島さんは）頼れる兄貴みたいな存在だった」と語った。『戦場のメリークリスマス』に出演したビートたけしは大島との出会いを「夢のようだった」と語った。また、大島と親交のあった映画監督の帯盛迪彦は大島の訃報にショックを受けたことが影響したのか体調が悪化し、3日後の1月18日に敗血症で死去した。
2019年12月4日、「大島渚賞」の創設が発表された。選考対象は「日本在住で活躍し、過去に3本程度の劇場公開作品がある映画監督」。

## 作風

### 作品の特徴
1960年代から1970年代前半にかけて発表された作品は安保闘争を描いた『日本の夜と霧』（1960年）や死刑制度を扱った『絞死刑』（1968年）、冠婚葬祭を通じて戦後民主主義を総括した『儀式』（1971年）など、その高い社会性や政治性が特徴と言われており、大島は国家権力に侮蔑される人間の屈辱感を描き出し、自身も権力に闘争的に対峙する姿勢を貫いた。
1970年代後半からは検閲への抵抗と、タブーのない芸術作品の創作を目的とした作品としてハードコアポルノの『愛のコリーダ』（1976年）を制作した。また続いて『愛の亡霊』（1978年）を日仏合作で発表した。1980年代以降は『戦場のメリークリスマス』（1983年）や製作中止となった『ハリウッド・ゼン』など国際的合作を製作した。大島はこれらの海外資本での製作理由を「日本には刺激がないから」と述べた。
また、役者を本業としない人物や、ほぼ新人の俳優を多く起用した。その代表例には『戦場のメリークリスマス』に出演した演技力不足のビートたけしや坂本龍一、あるいは『愛のコリーダ』主演の松田暎子が挙げられる。松田英子について大島渚は「心の肌目のキメ細やかさ」が主演採用の理由だと語っている。『無理心中日本の夏』（1967年）ではフーテン族だった桜井啓子を抜擢し、その他にも『日本春歌考』（1967年）では荒木一郎、『新宿泥棒日記』（1967年）では横尾忠則、『帰ってきたヨッパライ』（1968年）ではザ・フォーク・クルセダーズ、『夏の妹』（1972年）では新人の栗田ひろみを起用した。1950年代後半から人気ファッションモデルとして活動していた芳村真理に女優への転向を促したのも大島であった。大島は映画に起用したいタイプとして、一に素人、二に歌手、少し離れてスター、新劇俳優は十番目と著書の中で語っている。

### 影響
大島に影響を受けた映画監督はテオ・アンゲロプロスやベルナルド・ベルトルッチ、アレクサンドル・ソクーロフ、マーティン・スコセッシ、ペドロ・アルモドバル、チェン・カイコー、アン・リーなど世界中に存在する。『戦場のメリークリスマス』に出演し、後に映画監督となった北野武も大島の影響を公言している。
また、ジャン＝リュック・ゴダールは『ゴダールの映画史』（1998年）において溝口健二、小津安二郎、勅使河原宏とともに大島を取り上げた。また、ゴダールは本当の意味でのヌーヴェルヴァーグの最初の作品は『青春残酷物語』（1960年）であるとしている。

## 人物

### 人柄・思想
- 1970年代の年末、若松孝二の自宅を訪問した際、大島の帰宅後玄関先に封筒が置かれていたので若松が中を見ると、30万円が入っていたという。このように大島には情に厚い部分と細かい気配りが見られた。

- 「EXテレビ」において小田実らに対し「ばかやろう」と発言し、話題になったことが複数回ある。

- 1990年10月23日（火曜日）、結婚30周年パーティーを開いた際、大島は壇上で祝辞を述べる予定だった野坂昭如の名前を読み上げるのを忘れ、何時間も待たされる内に酩酊していた野坂に、祝辞を読み終えた直後に左頬を殴られた[26]。口を切り、眼鏡が吹っ飛んだ大島は持っていたマイクで野坂の頭を2発殴り返して応戦した[26][27]。後に2人は互いに反省文を書いて送り合った。この乱闘騒ぎについて、妻の小山は「お互いの存在を認め、これまで以上に交流が深まった」、「どちらも大酒飲みで、やりたいことを貫いて生き抜いた。スケールの大きな男たちだった」と述懐した[28]。

- 京都大学在学中には学生運動を経験し、日本とアメリカの間での安全保障条約に反対する立場をとり、米軍撤退を主張していた。西山事件（1971年）については「言論の自由というような抽象的な問題に立戻ってはいけない。佐藤首相の人間的反応にふりまわされてはいけない。問題は、あくまで佐藤内閣が私たちに何をしたかだ」と述べた[29]。

- 映画監督には珍しく多くの著作を残している。息子の大島新は「文章も論理的でうまく、小説家や新聞記者になっていてもおかしくない。」として評価している[30]。

## 作品

### 監督作品
映画
- 明日の太陽（1959年）
- 愛と希望の街（1959年）
- 青春残酷物語（1960年）
- 太陽の墓場（1960年）
- 日本の夜と霧（1960年）
- 飼育（1961年）
- 天草四郎時貞（1962年）
- 小さな冒険旅行（1963年）
- 私のベレット（1964年）
- 悦楽（1965年）
- ユンボギの日記（1965年）
- 白昼の通り魔（1966年）
- 忍者武芸帳（1967年）
- 日本春歌考（1967年）
- 無理心中 日本の夏（1967年）
- 絞死刑（1968年）
- 帰って来たヨッパライ（1968年）
- 新宿泥棒日記（1969年）
- 少年（1969年）
- 東京战争戦後秘話（1970年）
- 儀式（1971年）
- 夏の妹（1972年）
- 愛のコリーダ（1976年）
- 愛の亡霊（1978年）
- 戦場のメリークリスマス（1983年）
- マックス、モン・アムール（1987年）
- 御法度（1999年）

テレビ

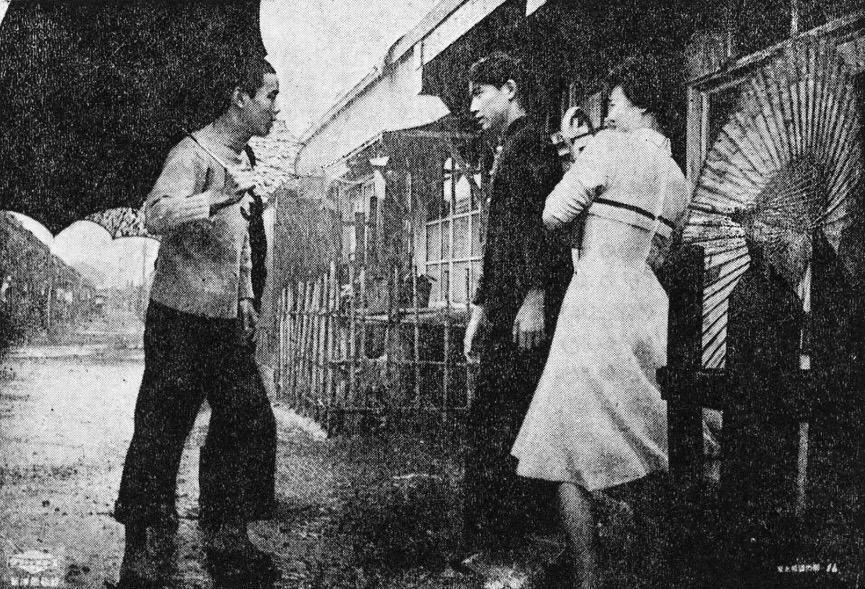
『愛と希望の街』（1959年）

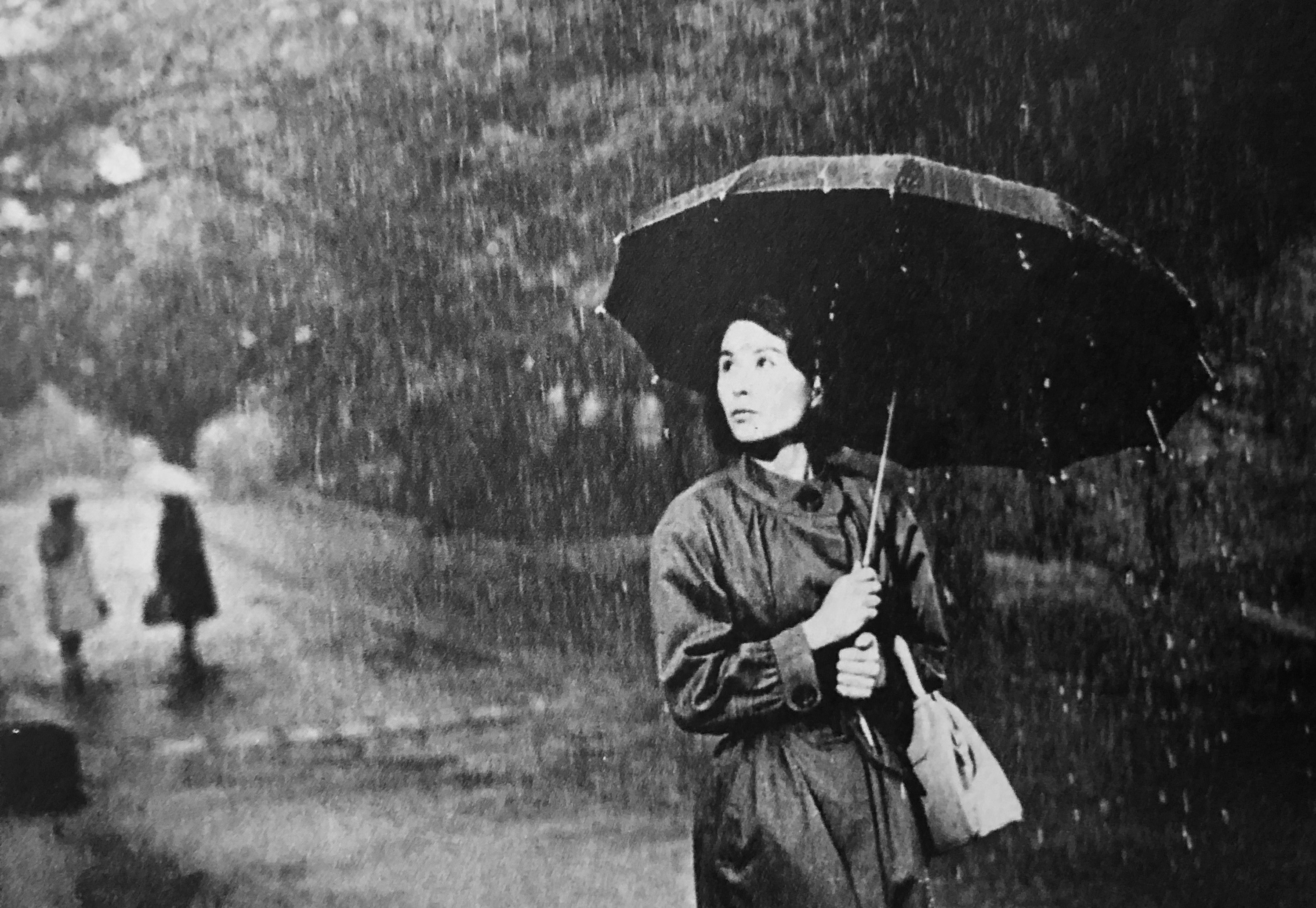
『青春残酷物語』（1960年）

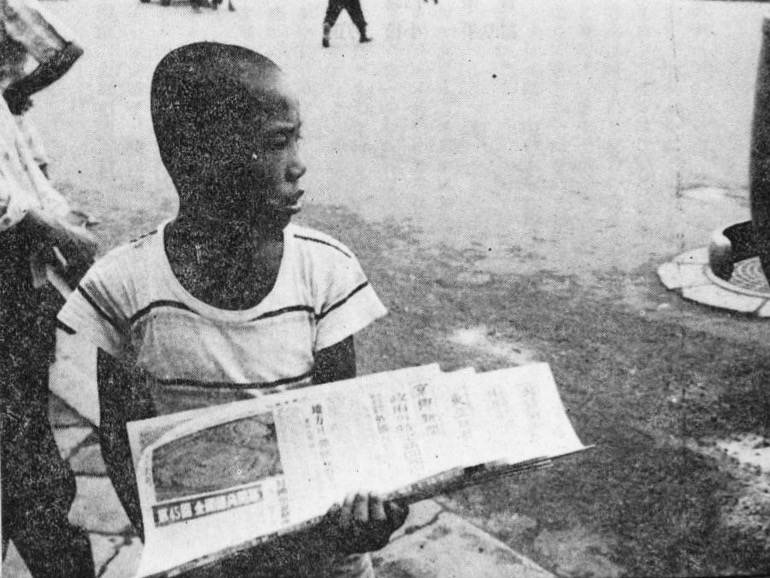
『ユンボギの日記』（1965年）

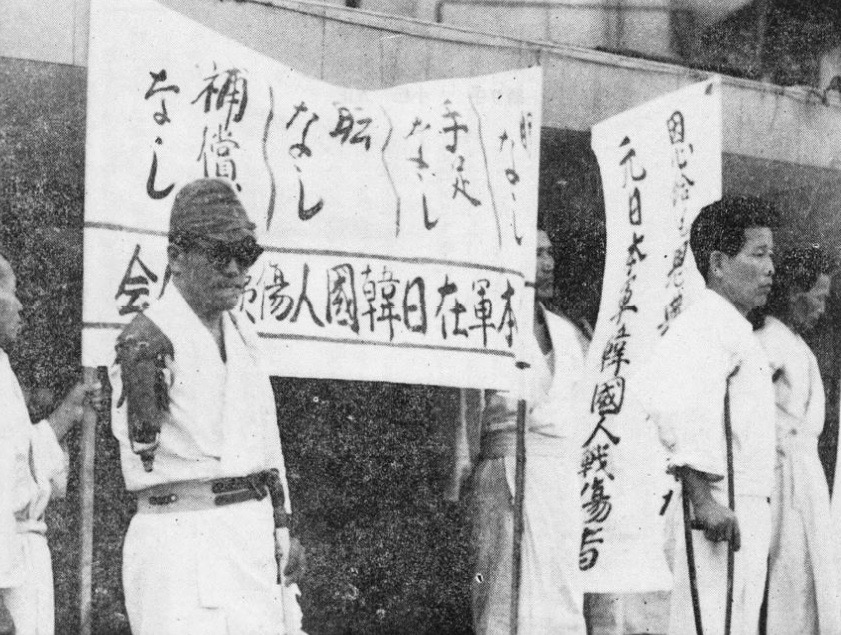
『忘れられた皇軍』（1963年放送）

- ノンフィクション劇場 忘れられた皇軍（1963年、日本テレビ）
- ノンフィクション劇場 青春の碑（1964年、日本テレビ）
- 娘の結婚 第24回 愛すればこそ（1964年、日本テレビ）兼脚本
- テレビ芸術座 仰げば尊し（1964年、東京12チャンネル）
- アジアの曙（1964年 - 1965年、TBS）兼脚本
- すばらしい世界旅行 南アフリカの旅 黒人国家誕生（1966年、日本テレビ）牛山純一と共同監督
- 20世紀アワー・大東亜戦争 (前・後編)（1968年、日本テレビ）
- 毛沢東と文化大革命（1969年、日本テレビ）
- 生きている人間旅行 ごぜ・盲目の女旅芸人（1972年、日本映像記録センター）小笠原清と共同監督
- 火曜スペシャル 巨人軍（1972年、日本テレビ＝日本映像記録センター）兼出演
- 伝記 毛沢東（1976年、日本映像記録センター＝日本テレビ）兼ナレーション
- キョート・マイ・マザーズ・プレイス（1991年、BBC SCOTLAND）兼出演
- 日本映画の百年（1995年、BBC）兼ナレーション

アニメーション映画
- 風が吹くとき（1986年）日本語版監督

### 脚本作品
映画
- 月見草（1959年、岩城其美夫監督、松竹）
- どんと行こうぜ（1959年、野村芳太郎監督、松竹）野村芳太郎と共同脚本
- 宵闇せまれば（1969年、実相寺昭雄監督、プロダクション断層）

テレビ
- 殺意（1960年、NHK「ステージアルバム」）
- 青春の深き渕より（1960年、関西テレビ「夜の十時劇場」）
- 鳩を売る少年（1961年、NHK「テレビ指定席」）
- おかあさん 第2シリーズ 第139話「あなたを呼ぶ声」（1962年、TBS）
- いつか極光の輝く街に（1963年、TBS「近鉄金曜劇場」）
- 叫び（1963年、九州朝日放送）- 芸術祭参加作品
- 夫婦百景 第290回「千羽つる」（1963年、日本テレビ）
- 七人の孫 第1シリーズ 第14話（1964年、TBS「ナショナル劇場」）
- 家族の幸福（1964年、NHK「NHK劇場」）
- 通訳（1966年、関西テレビ「松本清張シリーズ」）

### 出演
映画
- やくざの墓場 くちなしの花（1976年）大阪府警本部長
- ΦIDEA（1988年）
- BeRLiN（1995年）
- Devolution－小川紳介と生きた人々（2000年）[31]
- 映画監督って何だ!（2006年）
- THE OSHIMA GANG（2010年）

テレビ
情報・ワイドショー番組
| 期間       | 期間      | 番組名                                   | 役職                           |
| ---------- | --------- | ---------------------------------------- | ------------------------------ |
| 1987年10月 | 2007年9月 | 午後は○○おもいッきりテレビ（日本テレビ） | ゲストコメンテーター           |
| 1990年     | 1990年    | EXテレビ（日本テレビ・よみうりテレビ）   | 日本テレビ製作分でのゲスト出演 |
| 1992年10月 | 1996年5月 | スーパーワイド（TBS）                    | 隔週月曜日コメンテーター       |
| 1994年9月  | 1995年2月 | ビートたけしのTVタックル（テレビ朝日）   | ビートたけしの代行司会         |
| 1998年4月  | 2000年6月 | やじうまワイド（テレビ朝日）             | 金曜日コメンテーター           |

バラエティ・クイズ関連・特別番組
- エッ!うそーホント? - レギュラー解答者
- 三宅裕司のいかすバンド天国 - 番組内でみうらじゅんが「大島渚」というバンドを組み出場していた。
- ドンピシャ!!ガンガン
- タモリのボキャブラ天国 シリーズ
- 三枝の愛ラブ!爆笑クリニック
- 欽ちゃんの仮装大賞 - 第46,47,49-54回に審査員長として出演[注 6]。
- 世界の常識・非常識!
- イカにもスミにも
- 平成教育委員会
- 世界まるごと2001年
- 探偵!ナイトスクープ - 顧問
- オールスタープロ野球12球団対抗歌合戦 - 審査員

ラジオ
- キャスター（1966年4月 - 、文化放送）- 木曜日パーソナリティ

CM
- 大日本除虫菊「コックローチS」（1983年） - 山響親方（黒姫山秀男）、梨元勝と共演[注 7]。
- 北九州自動車「VERSION」（1980年代） - 福岡県ローカル（製作・出演）[注 8][32]。
- 麒麟麦酒「キリンラガービール」（1990年）[33]
- エステー化学「ムシューダ」（1993年） - 榊原郁恵と共演[注 9]。

## 著書
- 『日本の夜と霧 : 大島渚作品集』現代思潮社、1961年1月。NDLJP:1359642。
- 『戦後映画・破壊と創造』三一書房、1963年7月25日。NDLJP:2500035。
- 『日本の夜と霧 : 大島渚作品集 増補版』現代思潮社、1966年7月31日。NDLJP:1362292。
- 『魔と残酷の発想』芳賀書店、1966年11月30日。NDLJP:2511958。
- 『絞死刑 : 大島渚作品集』至誠堂、1968年1月30日。NDLJP:1363011。
- 『解体と噴出』（1970年、芳賀書店）評論集
- 『青春 : 闇を犯しつづける葬儀人に一切の権力を!』（1970年、大光社）
- 『わが日本精神改造計画 : 異郷からの発作的レポート』（1972年、産報）
- 『青春について』（1975年、読売新聞社）
- 『体験的戦後映像論』（1975年、朝日新聞社）
- 『同時代作家の発見』（1978年、三一書房）
- 『愛の亡霊』（1978年、三一書房）
- 『日曜の午後の悲しみ』PHP研究所（1979年）
- 『愛のコリーダ』（1979年、三一書房）
- 『女はみずうみ男は舟』（1980年、PHP研究所）
- 『マイ・コレクション』（1981年、PHP研究所）
- 『戦場のメリークリスマス』（1983年、思索社）
- 『理屈はいいこういう人間が愚かなんだ』（1993年、青春出版社）
- 『大島渚 1960』（1993年、青土社）
- 『自分も恋も大切に : 女の愛と仕事の相談事典』（1993年、マゼラン出版）
- 『女たち、もっと素敵に』（1994年、三笠書房）
- 『戦後50年映画100年』（1995年、風媒社）
- 『私が怒るわけ』（1997年、東京新聞出版局）
- 『ぼくの流儀』（1999年、淡交社）
- 『脳出血で倒れて「新しい自分」と出会う』（2000年、青春出版社）
- 『癒されゆく日々』（2000年、日本放送出版協会）
- 『大島渚 1960』（2001年、「人間の記録」日本図書センター）
- 『大島渚 1968』（2004年、青土社）ISBN 9784791761357
- 『大島渚著作集 1 わが怒り、わが悲しみ』四方田犬彦・平沢剛 編（2009年、現代思潮新社）ISBN 9784329004598
- 『大島渚著作集 2 敗者は映像をもたず』（2009年、現代思潮新社）ISBN 9784329004604
- 『大島渚著作集 3 わが映画を解体する』（2009年、現代思潮新社）ISBN 9784329004611
- 『大島渚著作集 4 敵たちよ、同志たちよ』（2009年、現代思潮新社）ISBN 9784329004628
- 『わが封殺せしリリシズム』（2011年、清流出版 ISBN 9784860293581／2023年、中公文庫）、高崎俊夫編
- 『タケノコごはん』（2015年、ポプラ社）挿絵:伊藤秀男、第21回日本絵本賞受賞

### 編著
- 『白土三平選集』（1969-1970年、秋田書店）副田義也・尾崎秀樹共編、全16巻

### 翻訳書
- ジョン・グレイ著『愛が深まる本』（2001年、三笠書房）ISBN 4837970176
- ジョン・グレイ著『ベスト・パートナーになるために』（2001年、三笠書房）ISBN 4837971768
- ジョン・グレイ著『ベストフレンドベストカップル』（2002年、三笠書房）ISBN 4837972365
- ジョン・グレイ著『ジョン・グレイ博士の「大切にされる女(わたし)」になれる本』（2004年、三笠書房）ISBN 4837973833

### 対談
- 『ファシストか革命家か』（1968年）- 三島由紀夫と[注 10]

### 評伝・研究（没後）
- 『総特集 大島渚―〈日本〉を問いつづけた世界的巨匠』「KAWADE夢ムック」河出書房新社、2013年5月
- 阿部嘉昭『映画監督 大島渚』河出書房新社、2013年
- 小野沢稔彦『大島渚の時代　時代のなかの大島渚』毎日新聞出版、2013年
- 大島武／大島新『君たちはなぜ、怒らないのか　父・大島渚と50の言葉』日本経済新聞出版社、2014年
- 樋口尚文編著『大島渚 全映画秘蔵資料集成』国書刊行会、2021年。大島渚プロダクション監修
- 『Nagisa Oshima』Il Castoro / 27th Turin International Film Festival、2013年

## 受賞・ノミネート
- 1960年 芸術祭文部大臣賞受賞（『青春の深き渕より』）
- 1961年 第11回ブルーリボン賞新人監督賞受賞（『青春残酷物語』、『太陽の墓場』、『日本の夜と霧』）
- 1963年 第1回ギャラクシー賞受賞（『忘れられた皇帝』）
- 1969年
  - 第42回キネマ旬報賞脚本賞（『絞死刑』）
  - 第22回カンヌ国際映画祭監督週間部門出品（『絞死刑』）
- 1970年 第23回カンヌ国際映画祭監督週間部門出品（『少年』）
- 1971年 シカゴ国際映画祭コンペティション部門出品（『儀式』）
- 1972年
  - 第25回カンヌ国際映画祭監督週間部門出品（『東京战争戦後秘話』、『儀式』）
  - 第45回キネマ旬報賞作品賞、監督賞、脚本賞（『儀式』）
  - 第26回毎日映画コンクール脚本賞（『儀式』）
  - ヴェネツィア国際映画祭出品（『夏の妹』）
- 1976年
  - 第26回カンヌ国際映画祭監督週間部門出品（『愛のコリーダ』）
  - シカゴ国際映画祭審査員特別賞受賞（『愛のコリーダ』）
  - 英国映画協会サザーランド杯受賞（『愛のコリーダ』）
- 1978年 第28回カンヌ国際映画祭監督賞受賞（『愛の亡霊』）
- 1979年 第2回日本アカデミー賞作品賞、監督賞ノミネート（『愛の亡霊』）
- 1983年 第36回カンヌ国際映画祭コンペティション部門出品（『戦場のメリークリスマス』）
- 1984年
  - 第7回日本アカデミー賞作品賞、監督賞ノミネート（『戦場のメリークリスマス』）
  - 第57回キネマ旬報賞読者選出日本映画監督賞（『戦場のメリークリスマス』）
  - 第38回毎日映画コンクール作品賞、監督賞、脚本賞（『戦場のメリークリスマス』）
- 1985年 第3回川喜多賞受賞[34]
- 1986年 第39回カンヌ国際映画祭コンペティション部門出品（『マックス、モン・アムール』）
- 2000年
  - 第53回カンヌ国際映画祭コンペティション部門出品（『御法度』）
  - サンクトペテルブルク国際映画祭グランプリ（『御法度』）
  - 第23回日本アカデミー賞作品賞、監督賞、脚本賞ノミネート（『御法度』）
  - 第42回ブルーリボン賞作品賞、監督賞（『御法度』）
- 2014年
  - 第56回ブルーリボン賞特別賞
  - 第37回日本アカデミー賞会長特別賞

### 勲章
- 2000年 紫綬褒章受章
- 2001年 フランス芸術文化勲章オフィシエ受章

## 関連人物
- 松田英子
- 藤竜也
- 中島葵
- 横山リエ
- 戸浦六宏
- 渡辺文雄
- 佐々木守
- 寺山修司
- 横尾忠則
- 桑野みゆき
- 望月優子
- 野坂昭如
- ウィル・スミスによるクリス・ロック殴打事件